# ナボニドゥスの年代記

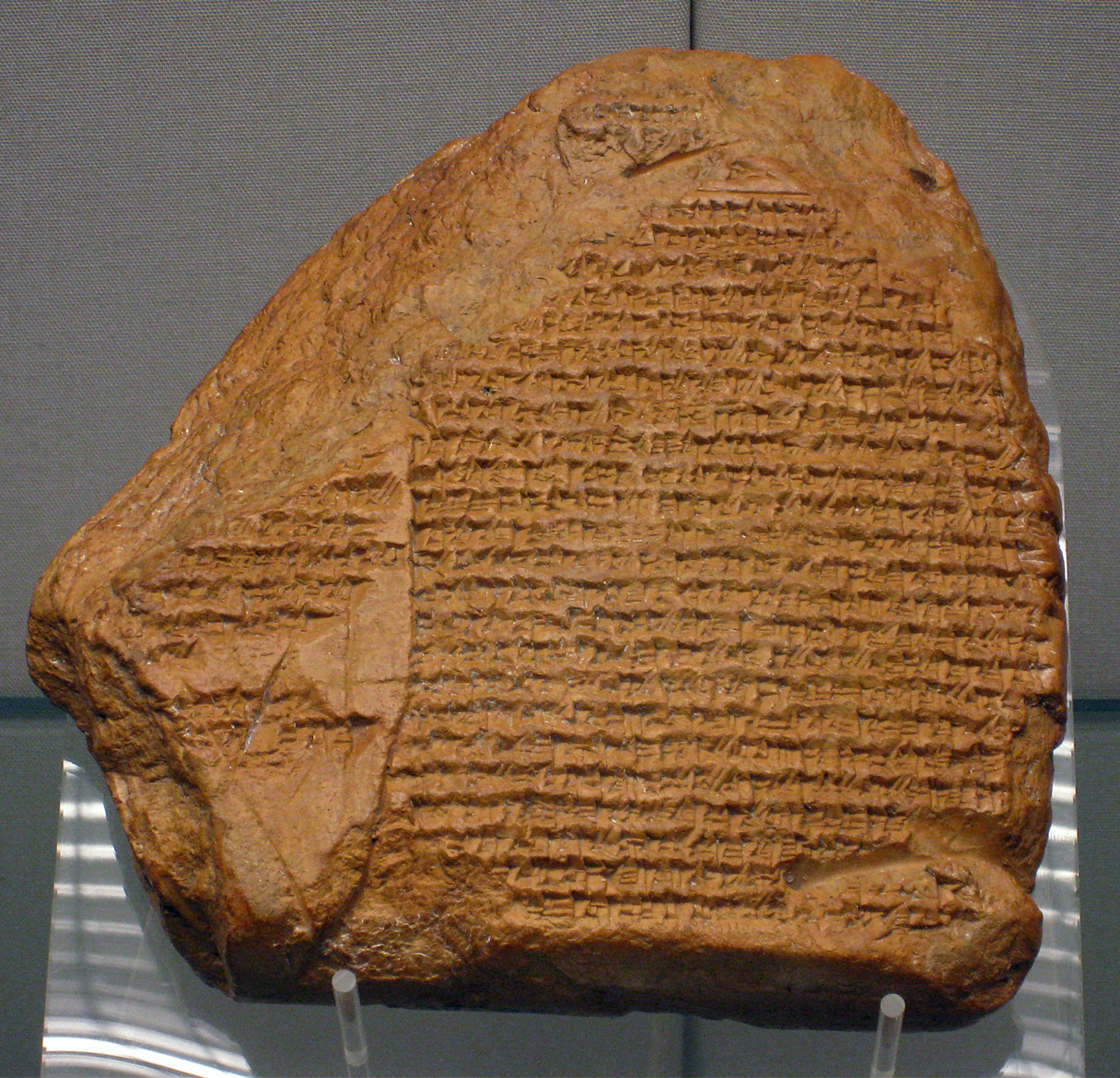
ナボニドゥスの年代記

ナボニドゥスの年代記（Nabonidus Chronicle）は古代バビロニアの文書であり、粘土板に刻まれた楔形文字による文書、広義のバビロニア年代記の一部である。

## 概要
この文書は主に、新バビロニア帝国の最後の王、ナボニドゥスの治世を扱っており、その内容にはペルシア帝国のキュロス大王によるバビロン征服に関する記述を含み、キュロスの息子、カンビュセスの治世が始まるところで文書は終わる。時期としては紀元前556年から紀元前539年までの範囲である。この文書は、当時のキュロスの覇権についての貴重な史料である。アミリー・クアート（ロンドン大学の歴史学者。専門は古代近東史）は、この文書について「バビロンの陥落に関して最も信頼できる、客観的な報告」であると述べている。
この年代記はセレウコス朝（紀元前4世紀～紀元前1世紀）の時代に書記により写本されたと考えられているが、原本はおそらく紀元前6世紀末～紀元前5世紀初めにかけて書かれたものであろう 。別のバビロニア年代記、ナボポラッサル～シャマシュ・シュム・ウキンの年代記（訳者注：暫定訳）との類似性からすると、ナボニドゥスの年代記はこの年代記と同じ筆記者が書いたものかもしれない。もしそうであるならば、ナボニドゥスの年代記の作成時期はペルシア帝国のダレイオス1世の治世（紀元前521～486年）ということになる。

## 粘土板の内容
ナボニドゥスの年代記は単独の粘土板に記されていて、その粘土板はロンドンの大英博物館に保管されている。他のバビロニア年代記と同様に、年代記形式で各年の主要な出来事、例えば王の即位・死、主要な軍事行動、宗教的な出来事などを並べている。これは、バビロニアに直接関連する出来事のみを報告する典型的な年代記の形式で、この地域のより広範囲の歴史の史料として用いることはできない。粘土板はそれなりの大きさで幅140mm・長さ140mm。ただ、その底部及び左側が著しく損傷して失われている。文書は両側の2段落で構成されており、元々はおそらく300～400行あったであろう。残されている文章はとても不完全なもので、わずかに75行が判読可能である。第1・第4段落の大半、第2段落の底部及び第3段落の上部が失われている。また、粘土板の最後には奥付きがあったようだが、その大半は失われている。
記載されている文章はオリジナルの写しで、良い水準ではあるが完璧では無い。また、文章には明らかな誤りが多数ある。
粘土板は大英博物館が1879年に古物商スパータリ社から取得した。このため、おそらくはバビロンの遺跡から出土したとは思われるが、厳密にどこから発見されたものなのかは不明である。もしかしたらこれは、当時アケメネス朝ペルシア政権が所有していた公的な年代記コレクションの一部かもしれない。その文章はナボニドゥスの年代記として知られていたが、ヘンリー・ローリンソンが1880年2月14日に出版されたアテネウムという雑誌の中で初めて取り上げ、その2年後に初の英訳文が出版された。その後現在に至るまで、数多くの学者が翻訳している。

## 文章
年代記の文書はおそらく紀元前556年のナボニドゥスの王位継承で始まる。もっとも、文書の始まりの部分の保存状態は貧弱で、まったく判別できない。文書には、Humeという名前の場所と「西の（アラビアの？）」名の無い場所に対してナボニドゥスが行った軍事行動が記されている。ナボニドゥスの治世第6年には、キュロスによるエクバタナ（メディア王国の首都。当時の王はアステュアゲス）の攻略が記録されている。年代記には、ナボニドゥスが自らに課したアラビアのオアシスやタイマへの流浪についての記述が続く（なおタイマは、紀元前150年の死海文書の断片（4Q242）に記される「ナボニドゥスの祈り」の中ではテイマンとして出てくる）。これにより、10年にわたって新年祭を断念せざるを得なかった、とも記されている。王はアラビアで10年を過ごし、バビロニアを彼の息子ベルシャザル（旧約聖書のダニエル書ではベルシャツァル）に任せて放置してしまった。治世8年目は故意に空白のままとされている。明らかに、その年には記録に値する出来事がなかったのであろう。治世9年目には、キュロスによる別の軍事行動が記録されている。おそらくはキュロスのリュディアとその首都サルディスへの攻撃を記述しているのであろう。
残りの文書の大半は不完全である。戦闘とペルシャ帝国への言及があり得るとすれば、それは治世第16年目の初めであろう。現存する文書では、ナボニドゥスの治世第17年（彼の最後の年でもある）を描いている。その年にはキュロスがバビロニアに侵攻・征服した。同じ年の出来事として、新年の祭りが記録されている。これはつまり、その年にナボニドゥスがバビロンに帰還したことを示唆する。年代記は、なぜキュロスがその年にバビロニアに侵攻したのかについては何も語らない。だが諸々の都市の神々がバビロンに入ったことを記している。ペルシア軍の侵攻に先立って神像を集めたことにはっきりと言及している。もしかすると、ペルシア軍が神像を捕らえることを恐れた、ナボニドゥスによる対抗措置だったのかもしれない。そしてオピスの戦いの記述が続くが、その描写はそっけないものである。戦いの中でペルシア軍はナボニドゥスの軍を徹底的に打ち破り、退却するバビロニア軍を虐殺し、大量の戦利品を獲得した。続いてペルシア軍は、シッパルとバビロンの都市を、大した抵抗にも遭わずに占領した。キュロスは諸都市の住民に喜びとともに受け入れられ、統治者として任命されたと報告されている。それより以前にバビロンに運ばれた神々は、キュロスの命令によりそれぞれの都市に戻された。判読できる文章は、最近亡くなった王の妻への長きにわたる喪の期間についての記述で終わっている（この妻は、おそらくはキュロスの妻であろう。その時にはナボニドゥスは王ではなかったから）。そしてキュロスの息子、カンビュセスについて言及するところで終わっている。

## 分析
ナボニドゥスの年代記は、おそらくはバビロンの主神マルドゥクの神官によって編纂された。それはキュロスの事業の宣伝・プロパガンダであるとともに、マルドゥクの神官によるナボニドゥスへの中傷という特徴が見受けられる。ジュリー・ビッドミードは、神官たちの敵意はナボニドゥスが月神シンの崇拝を導入しようとしたことに起因すると考えている。もっとも、ナボニドゥスのこの試みは、失敗に終わったが。年代記は特に、ナボニドゥスの不在によりアキツ祭（新年祭）が開催できなかったことを繰り返し力説するが、これは疑わしい。なぜなら他の人は、ナボニドゥスのところで祭典に参加できたからである。この年代記は、キュロスの円筒形碑文及びナボニドゥスの円筒形碑文などを含む親ペルシアの文書の一部と考えられている。それはナボニドゥスの宗教上の背信を攻撃し、そして彼の行動と、キュロスやカンビュセスの行動を対比させている。